# NTM Live... du Monde de demain à Pose ton gun
Albums de Suprême NTM
Suprême NTM
(1998) Le Clash
(2001)
NTM Live... du Monde de demain à Pose ton gun est un double album live du groupe de rap Suprême NTM, sorti le 24 mars 2000. Il regroupe sur le premier CD des extraits du concert au Zénith de Paris du 24 novembre 1998 et sur le second, les meilleurs morceaux de divers concerts donnés par le groupe entre 1992 et 1996 dont des enregistrements de concerts au Bataclan. Il existe également un film du concert disponible en VHS et DVD, NTM Live.

## Liste des titres

### Disque CD 1
1. Intro - 2:35
2. Seine-Saint-Denis Style (Part I) - 3:41 (prod. Daddy Jokno)
3. On est encore là (II) / On est encore là (I) - 4:15 (prod. Zoxea / Madizm)
4. Pass pass le oinj - 3:19 (prod. DJ Clyde, DJ Max)
5. That's My People - 4:24 (prod. Sully Sefil)
6. Check The Flow (version live 98) / Respire - 6:34 (prod. The Psycho Realm / Madizm)
  - Check The flow (version live 98) est interprété sur l'instrumentale de "Psycho City Blocks" de The Psycho Realm
7. Je vise juste (version live 98) - 1:23 (prod. Poke & Tone)
  - Interprétée sur "Horse & Carriage" de Cam'ron feat. Ma$e
8. Pose ton gun - 2:56 (prod. Willie Gunz)
9. Seine-Saint-Denis Style (Part II) - 2:28 (prod. Daddy Jokno)
10. Qu'est-ce qu'on attend - 3:01 (prod. LG Experience)
11. Tout n'est pas si facile - 5:59 (prod. DJ Clyde, DJ Max)
12. Ma Benz - 4:57 (prod. Joeystarr & DJ Spank)
13. Laisse pas traîner ton fils - 4:48 (prod. Sulee B Wax)
14. Paris sous les bombes - 3:01 (prod. Lucien)
15. Back dans les bacs (version live 98) - 2:26 (prod. Showbiz and A.G.)
  - Interprétée sur "Q & A Beats" de Showbiz and A.G.
16. Qui paiera les dégâts ? - 4:01 (prod. The Beatnuts)
17. Police - 3:49 (prod. DJ S)
18. C'est arrivé près d'chez toi - 5:22 (prod. DJ Spank)
19. IV my People - 4:50 (prod. Madizm)

### Disque CD 2 ettitre bonusCD-Rom
1. Seine-Saint-Denis Style (Part II) (vidéo, Bonus Track CD-Rom) - 1:46
2. Intro Live (Zénith 92) - 1:38
3. Authentik (Zénith 92) - 3:40
4. Le monde de demain (Zénith 92) - 4:54
5. C'est clair II (Bataclan 96) - 2:49
6. Check The Flow (Zénith 95) - 3:35
7. Plus jamais ça (Bataclan 96) - 3:28
8. Paris sous les bombes (Bataclan 96) - 4:53
9. Pour un nouveau massacre (Bataclan 96) - 4:32
10. Come Again (Zénith 95) - 4:05
11. La Fièvre (Zénith 95) - 5:03
12. Intro (Zénith 92), bonus track CD-Rom - 1:32
13. Authentik (Zénith 92), bonus track CD-Rom - 4:16
14. Le monde de demain (Zénith 92), bonus track CD-Rom - 4:49
15. Plus jamais ça (Bataclan 96), bonus track CD-Rom - 3:19
16. Check The Flow (Bataclan 96, bonus track CD-Rom - 2:07